# Vinicunca
Vinicunca còn được gọi là Montaña de Siete Colores, Montaña de Colores hoặc Núi Cầu vồng là một núi nằm trên khu vực dãy Andes, thuộc vùng Cusco, Peru.
Nằm ở độ cao 5200 mét so với mực nước biển, đây là một địa điểm du lịch nổi tiếng, nhất là vào mùa khô (tháng 8) khi du khách có thể dễ dàng quan sát toàn bộ cảnh quan và màu sắc đăc biệt của núi này.
Màu sắc của núi có được chính là nhờ các khoáng chất tại đây: màu hồng là từ đất sét đỏ pha trộn với cát và đá bùn, màu trắng từ đá sa thạch và các loại đá giàu calci cacbonat, màu đỏ từ đất sét giàu sắt, màu xanh là hợp chất của Phyllit và đất sét giàu magnesi và sắt, màu nâu là cuội kết từ đá với magnesi từ Kỷ Đệ Tứ và màu vàng là từ sa thạch vôi giàu sulfide.